# Dennstaedtia auriculata
Dennstaedtia auriculata là một loài thực vật có mạch trong họ Dennstaedtiaceae. Loài này được H. Navarrete & B. Øllg. mô tả khoa học đầu tiên năm 2000.